# Cap-Haïtien
För andra betydelser, se Cap-Haïtien (olika betydelser).
Cap-Haïtien (Okap eller Kap Ayisyen på Haitisk kreol) är en stad med ungefär 150 000 invånare på Haitis norra kust. Inklusive bland annat grannstaden Petite Anse har kommunen Okap cirka 250 000 invånare. Den är huvudstaden i departementet Nord. Tidigare under den koloniala tiden var staden känd som Cap-Français. 
De centrala delarna av staden är belägen mellan Cap-Haïtien-viken i öster och närliggande bergssluttningar till väster vilka till stor del är fyllda av kåkstäder. Gatorna är generellt sett smala och arrangerade i ett rutnät. 
Den lilla flygplatsen strax sydost om staden betjänas av ett antal små inrikesbolag. En internationell linje finns till Fort Lauderdale i Florida.
Det stora avståndet till huvudstaden Port-au-Prince i kombination med det dåliga tillståndet hos Haïtis infrastruktur har lett till att Cap-Haïtien blivit en grogrund för revolutioner. Senast i februari 2004 togs staden över av kuppmakare som var mot regeringen under president Jean-Bertrand Aristide, vilket så småningom ledde till att Aristides avlägsnades från makten.
|                                            | Jan  | Feb  | Mar  | Apr  | Maj  | Jun  | Jul  | Aug  | Sep  | Okt  | Nov  | Dec  |
| ------------------------------------------ | ---- | ---- | ---- | ---- | ---- | ---- | ---- | ---- | ---- | ---- | ---- | ---- |
| Normaldygnets maximitemperaturs medelvärde | 29   | 29   | 30   | 31   | 31   | 33   | 33   | 33   | 33   | 32   | 30   | 29   |
| Normaldygnets minimitemperaturs medelvärde | 19   | 19   | 20   | 21   | 22   | 24   | 24   | 24   | 23   | 23   | 21   | 20   |
|                                            |      |      |      |      |      |      |      |      |      |      |      |      |
| Nederbörd                                  | 17,2 | 11,7 | 15,7 | 37,1 | 50,3 | 20,5 | 15,8 | 20,2 | 24,0 | 30,0 | 33,2 | 24,0 |

| Diagram | temperaturer i °C • månadsnederbörd i mm • Källa: | temperaturer i °C • månadsnederbörd i mm • Källa: | temperaturer i °C • månadsnederbörd i mm • Källa: | temperaturer i °C • månadsnederbörd i mm • Källa: | temperaturer i °C • månadsnederbörd i mm • Källa: | temperaturer i °C • månadsnederbörd i mm • Källa: | temperaturer i °C • månadsnederbörd i mm • Källa: | temperaturer i °C • månadsnederbörd i mm • Källa: | temperaturer i °C • månadsnederbörd i mm • Källa: | temperaturer i °C • månadsnederbörd i mm • Källa: | temperaturer i °C • månadsnederbörd i mm • Källa: | temperaturer i °C • månadsnederbörd i mm • Källa: |
|         | 17 29 19                                          | 12 29 19                                          | 16 30 20                                          | 37 31 21                                          | 50 31 22                                          | 21 33 24                                          | 16 33 24                                          | 20 33 24                                          | 24 33 23                                          | 30 32 23                                          | 33 30 21                                          | 24 29 20                                          |

## Galleri

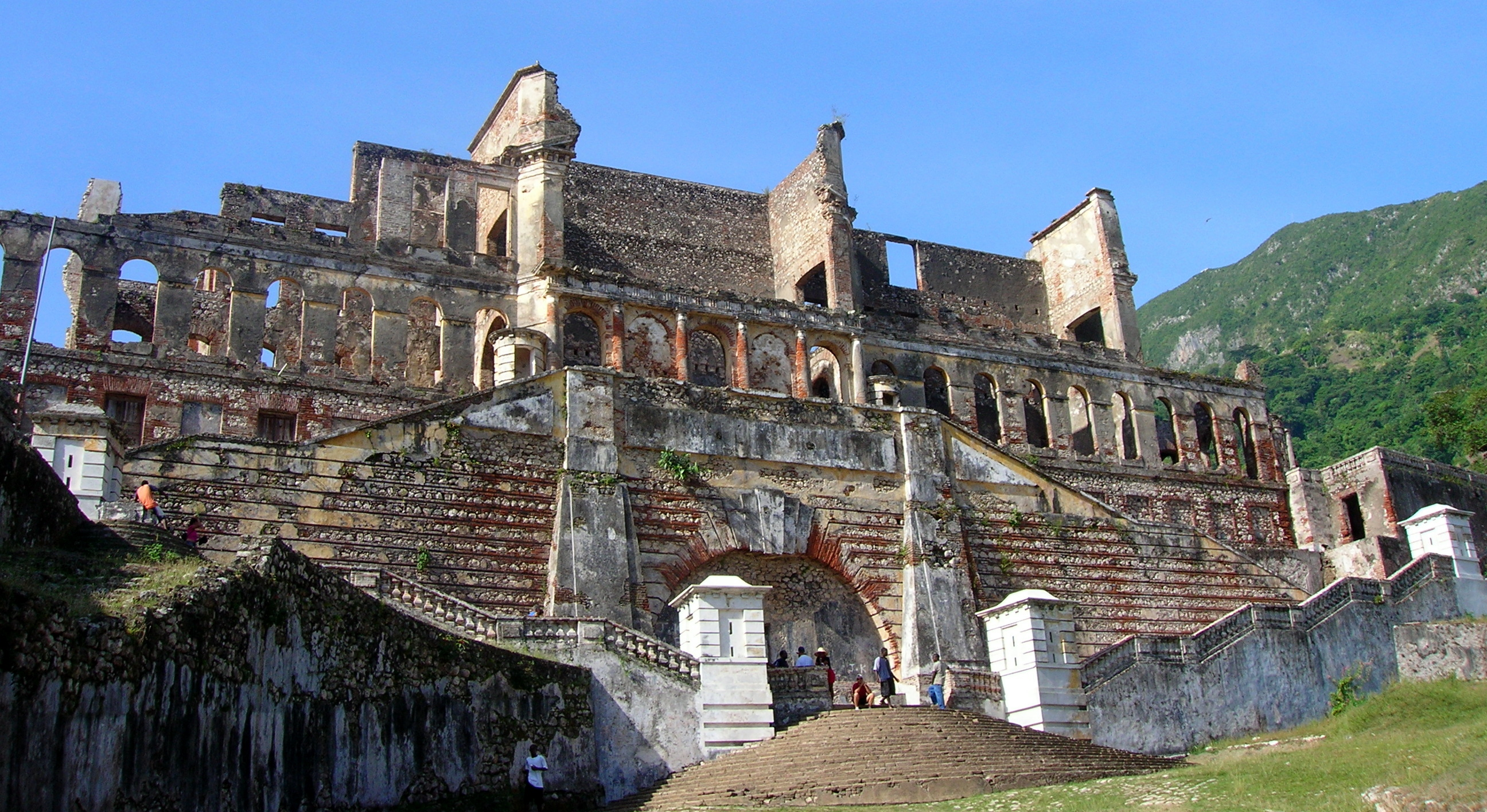
Sans-Souci-palatset
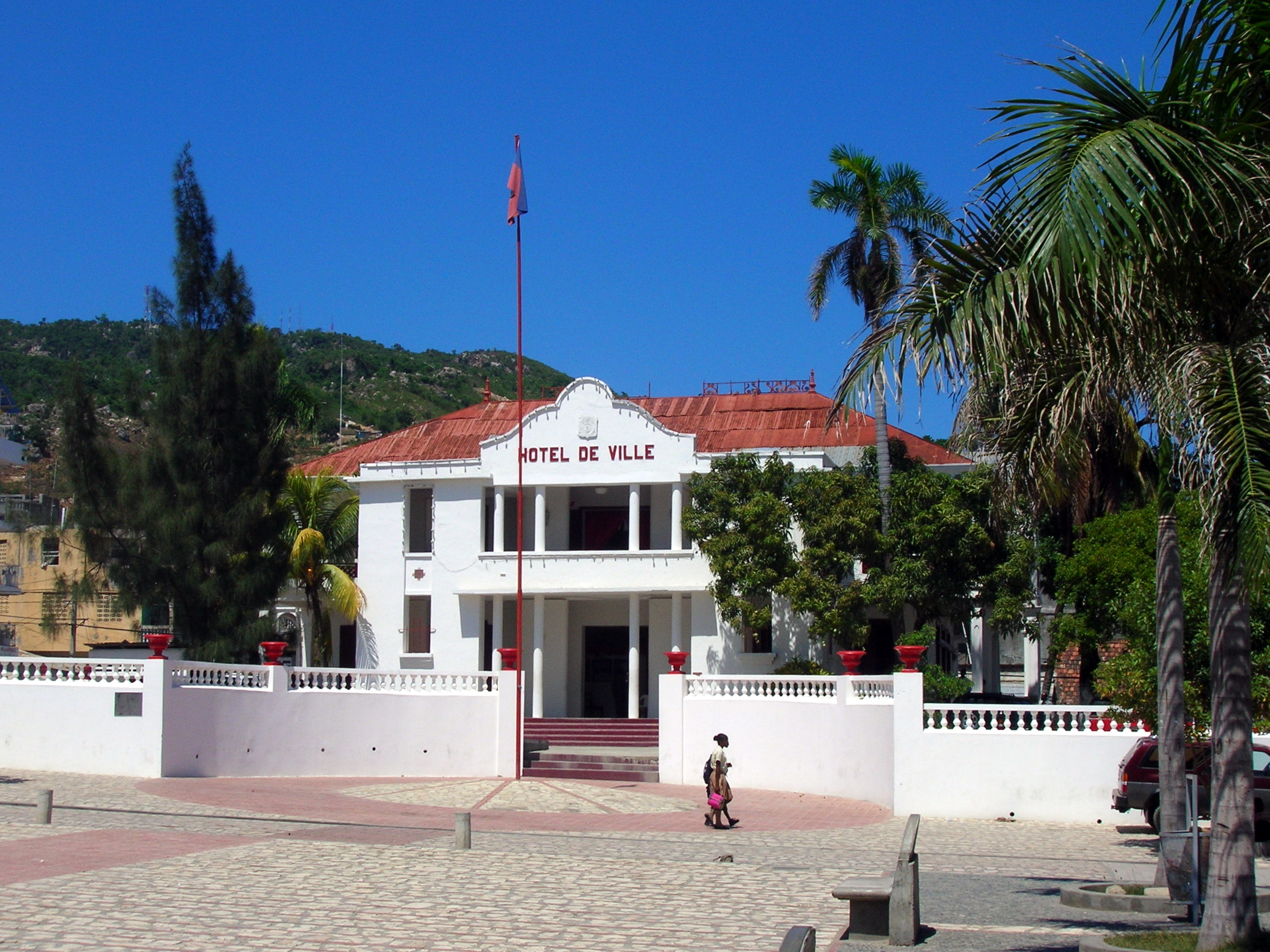
Stadshuset
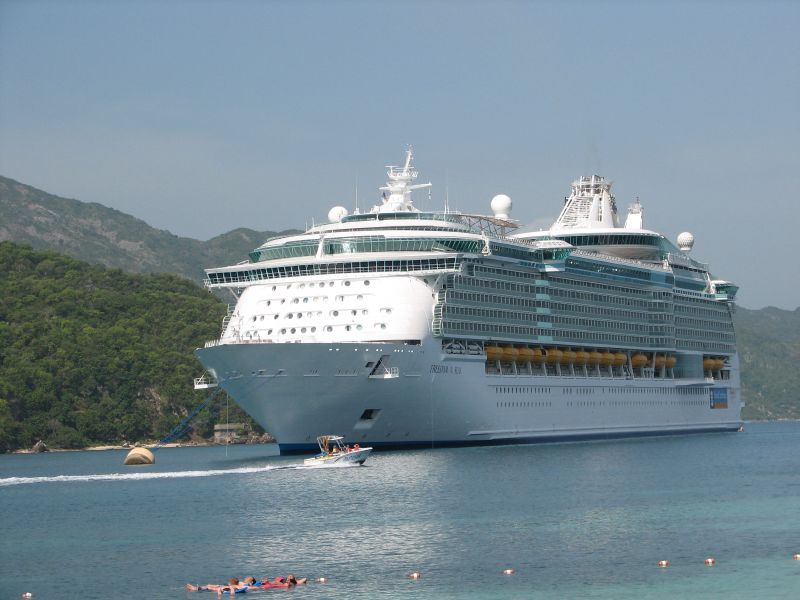
Kryssningsfartyg i staden